# Division II i ishockey 1949-50
Division II 1949-50 var turneringen på næstbedste niveau i den svenske ishockeyliga i sæsonen 1949-50, og det var rækkens niende sæson under navnet "Division II". Turneringen havde deltagelse af 32 hold, der spillede om fire oprykningspladser til Division I. Holdene var inddelt fire regioner med seks eller ti hold i hver region, og i regionerne med seks hold var holdene samlte i én pulje, mens holdene i regionerne med ti hold var inddelt i to puljer med fem hold. I regionerne med to puljer spillede de to puljevindere om sejren i den pågældende region. Vinderne af turneringerne i de fire regioner rykkede op i Division I.
Oprykningspladserne til Division I blev besat af følgende fire hold:
- IFK Norrköping, der vandt Division II Syd.
- Mora IK, der vandt Division II Nord.
- Tranebergs IF, der vandt Division II Øst.
- Västerås IK, der vandt Division II Vest.

## Hold
Division II havde deltagelse af 32 klubber, hvilket var fire flere end i den foregående sæson. Blandt deltagerne var:
- 4 klubber, der var rykket ned fra Division I: Leksands IF, Mora IK, Surahammars IF og Västerås IK.
- 11 klubber, der var rykket op fra Division III: BK Kenty, Hagalunds IS, IFK Arboga, IFK Bofors, IFK Munkfors, IFK Växjö, Kolbäcks AIF, Lilljanshofs IF, Sandvikens IF, Tranås AIF og Wifsta/Östrands IF.

Klubberne var inddelt i fire regioner med 6 eller 10 hold. Nord- og øst-regionen havde deltagelse af seks hold, der i en enkelt pulje spillede en dobbeltturnering alle-mod-alle. I vest- og syd-regionerne deltog ti hold, som var inddelt i to puljer med fem hold. Alle puljer spillede en dobbeltturnering alle-mod-alle, og de to puljevindere i hver region spillede et playoff-opgør over to kampe om sejren i den pågældende region. De fire regionsvindere rykkede op i Division I.
Følgende hold havde skiftet pulje siden den foregående sæson:
- Krylbo IF blev flyttet fra Division II Nord til Division II Øst.
- Tranebergs IF blev flyttet fra Division II Syd A til Division II Øst.
- IFK Norrköping og IK Sleipner blev flyttet fra Division II Syd B til Division II Syd A.
- Sundbybergs IK blev flyttet fra Division II Øst til Division II Syd A.

| Hold               | By         | Foregående sæson                          | Brynäs og Gefle Leksand Mora Sandviken Wifsta/Östrand Forward Arboga IFK Västerås Västerås IK Kolbäck Grums Bofors Munkfors Göta Skived Krylbo Surahammar Hagalund, Karlberg, Lilljanshof, Sundbyberg, Traneberg og Årsta IFK Norrköping, Norrköpings FF og Sleipner Södertälje Kenty Växjö Kalmar Tranås |
| Division II Nord   |            |                                           | Brynäs og Gefle Leksand Mora Sandviken Wifsta/Östrand Forward Arboga IFK Västerås Västerås IK Kolbäck Grums Bofors Munkfors Göta Skived Krylbo Surahammar Hagalund, Karlberg, Lilljanshof, Sundbyberg, Traneberg og Årsta IFK Norrköping, Norrköpings FF og Sleipner Södertälje Kenty Växjö Kalmar Tranås |
| Brynäs IF          | Gävle      | Nr. 2 i Division II Nord                  | Brynäs og Gefle Leksand Mora Sandviken Wifsta/Östrand Forward Arboga IFK Västerås Västerås IK Kolbäck Grums Bofors Munkfors Göta Skived Krylbo Surahammar Hagalund, Karlberg, Lilljanshof, Sundbyberg, Traneberg og Årsta IFK Norrköping, Norrköpings FF og Sleipner Södertälje Kenty Växjö Kalmar Tranås |
| Gefle IF           | Gävle      | Nr. 3 i Division II Nord                  | Brynäs og Gefle Leksand Mora Sandviken Wifsta/Östrand Forward Arboga IFK Västerås Västerås IK Kolbäck Grums Bofors Munkfors Göta Skived Krylbo Surahammar Hagalund, Karlberg, Lilljanshof, Sundbyberg, Traneberg og Årsta IFK Norrköping, Norrköpings FF og Sleipner Södertälje Kenty Växjö Kalmar Tranås |
| Leksands IF        | Leksand    | Nr. 5 i Division I Nord                   | Brynäs og Gefle Leksand Mora Sandviken Wifsta/Östrand Forward Arboga IFK Västerås Västerås IK Kolbäck Grums Bofors Munkfors Göta Skived Krylbo Surahammar Hagalund, Karlberg, Lilljanshof, Sundbyberg, Traneberg og Årsta IFK Norrköping, Norrköpings FF og Sleipner Södertälje Kenty Växjö Kalmar Tranås |
| Mora IK            | Mora       | Nr. 6 i Division I Nord                   | Brynäs og Gefle Leksand Mora Sandviken Wifsta/Östrand Forward Arboga IFK Västerås Västerås IK Kolbäck Grums Bofors Munkfors Göta Skived Krylbo Surahammar Hagalund, Karlberg, Lilljanshof, Sundbyberg, Traneberg og Årsta IFK Norrköping, Norrköpings FF og Sleipner Södertälje Kenty Växjö Kalmar Tranås |
| Sandvikens IF      | Sandviken  | Nr. 1 i Division III Uppsvenske søndre    | Brynäs og Gefle Leksand Mora Sandviken Wifsta/Östrand Forward Arboga IFK Västerås Västerås IK Kolbäck Grums Bofors Munkfors Göta Skived Krylbo Surahammar Hagalund, Karlberg, Lilljanshof, Sundbyberg, Traneberg og Årsta IFK Norrköping, Norrköpings FF og Sleipner Södertälje Kenty Växjö Kalmar Tranås |
| Wifsta/Östrands IF | Timrå      | Nr. 1 i Division III Uppsvenske nordre    | Brynäs og Gefle Leksand Mora Sandviken Wifsta/Östrand Forward Arboga IFK Västerås Västerås IK Kolbäck Grums Bofors Munkfors Göta Skived Krylbo Surahammar Hagalund, Karlberg, Lilljanshof, Sundbyberg, Traneberg og Årsta IFK Norrköping, Norrköpings FF og Sleipner Södertälje Kenty Växjö Kalmar Tranås |
| Division II Vest A |            |                                           | Brynäs og Gefle Leksand Mora Sandviken Wifsta/Östrand Forward Arboga IFK Västerås Västerås IK Kolbäck Grums Bofors Munkfors Göta Skived Krylbo Surahammar Hagalund, Karlberg, Lilljanshof, Sundbyberg, Traneberg og Årsta IFK Norrköping, Norrköpings FF og Sleipner Södertälje Kenty Växjö Kalmar Tranås |
| BK Forward         | Örebro     | Nr. 2 i Division II Vest A                | Brynäs og Gefle Leksand Mora Sandviken Wifsta/Östrand Forward Arboga IFK Västerås Västerås IK Kolbäck Grums Bofors Munkfors Göta Skived Krylbo Surahammar Hagalund, Karlberg, Lilljanshof, Sundbyberg, Traneberg og Årsta IFK Norrköping, Norrköpings FF og Sleipner Södertälje Kenty Växjö Kalmar Tranås |
| IFK Arboga         | Arboga     | Nr. 1 i Division III Vestsvenske østre    | Brynäs og Gefle Leksand Mora Sandviken Wifsta/Östrand Forward Arboga IFK Västerås Västerås IK Kolbäck Grums Bofors Munkfors Göta Skived Krylbo Surahammar Hagalund, Karlberg, Lilljanshof, Sundbyberg, Traneberg og Årsta IFK Norrköping, Norrköpings FF og Sleipner Södertälje Kenty Växjö Kalmar Tranås |
| IFK Västerås       | Västerås   | Nr. 3 i Division II Vest A                | Brynäs og Gefle Leksand Mora Sandviken Wifsta/Östrand Forward Arboga IFK Västerås Västerås IK Kolbäck Grums Bofors Munkfors Göta Skived Krylbo Surahammar Hagalund, Karlberg, Lilljanshof, Sundbyberg, Traneberg og Årsta IFK Norrköping, Norrköpings FF og Sleipner Södertälje Kenty Växjö Kalmar Tranås |
| Kolbäcks AIF       | Kolbäck    | Nr. 2 i Division III Vestsvenske østre    | Brynäs og Gefle Leksand Mora Sandviken Wifsta/Östrand Forward Arboga IFK Västerås Västerås IK Kolbäck Grums Bofors Munkfors Göta Skived Krylbo Surahammar Hagalund, Karlberg, Lilljanshof, Sundbyberg, Traneberg og Årsta IFK Norrköping, Norrköpings FF og Sleipner Södertälje Kenty Växjö Kalmar Tranås |
| Västerås IK        | Västerås   | Nr. 5 i Division I Syd                    | Brynäs og Gefle Leksand Mora Sandviken Wifsta/Östrand Forward Arboga IFK Västerås Västerås IK Kolbäck Grums Bofors Munkfors Göta Skived Krylbo Surahammar Hagalund, Karlberg, Lilljanshof, Sundbyberg, Traneberg og Årsta IFK Norrköping, Norrköpings FF og Sleipner Södertälje Kenty Växjö Kalmar Tranås |
| Division II Vest B |            |                                           | Brynäs og Gefle Leksand Mora Sandviken Wifsta/Östrand Forward Arboga IFK Västerås Västerås IK Kolbäck Grums Bofors Munkfors Göta Skived Krylbo Surahammar Hagalund, Karlberg, Lilljanshof, Sundbyberg, Traneberg og Årsta IFK Norrköping, Norrköpings FF og Sleipner Södertälje Kenty Växjö Kalmar Tranås |
| Grums IK           | Grums      | Nr. 3 i Division II Vest B                | Brynäs og Gefle Leksand Mora Sandviken Wifsta/Östrand Forward Arboga IFK Västerås Västerås IK Kolbäck Grums Bofors Munkfors Göta Skived Krylbo Surahammar Hagalund, Karlberg, Lilljanshof, Sundbyberg, Traneberg og Årsta IFK Norrköping, Norrköpings FF og Sleipner Södertälje Kenty Växjö Kalmar Tranås |
| IF Göta            | Karlstad   | Nr. 2 i Division II Vest B                | Brynäs og Gefle Leksand Mora Sandviken Wifsta/Östrand Forward Arboga IFK Västerås Västerås IK Kolbäck Grums Bofors Munkfors Göta Skived Krylbo Surahammar Hagalund, Karlberg, Lilljanshof, Sundbyberg, Traneberg og Årsta IFK Norrköping, Norrköpings FF og Sleipner Södertälje Kenty Växjö Kalmar Tranås |
| IFK Bofors         | Karlskoga  | Nr. 1 i Division III Vestsvenske nordre   | Brynäs og Gefle Leksand Mora Sandviken Wifsta/Östrand Forward Arboga IFK Västerås Västerås IK Kolbäck Grums Bofors Munkfors Göta Skived Krylbo Surahammar Hagalund, Karlberg, Lilljanshof, Sundbyberg, Traneberg og Årsta IFK Norrköping, Norrköpings FF og Sleipner Södertälje Kenty Växjö Kalmar Tranås |
| IFK Munkfors       | Munkfors   | Nr. 2 i Division III Vestsvenske nordre   | Brynäs og Gefle Leksand Mora Sandviken Wifsta/Östrand Forward Arboga IFK Västerås Västerås IK Kolbäck Grums Bofors Munkfors Göta Skived Krylbo Surahammar Hagalund, Karlberg, Lilljanshof, Sundbyberg, Traneberg og Årsta IFK Norrköping, Norrköpings FF og Sleipner Södertälje Kenty Växjö Kalmar Tranås |
| Skiveds IF         | Forshaga   | Nr. 1 i Division II Vest B                | Brynäs og Gefle Leksand Mora Sandviken Wifsta/Östrand Forward Arboga IFK Västerås Västerås IK Kolbäck Grums Bofors Munkfors Göta Skived Krylbo Surahammar Hagalund, Karlberg, Lilljanshof, Sundbyberg, Traneberg og Årsta IFK Norrköping, Norrköpings FF og Sleipner Södertälje Kenty Växjö Kalmar Tranås |
| Division II Øst    |            |                                           | Brynäs og Gefle Leksand Mora Sandviken Wifsta/Östrand Forward Arboga IFK Västerås Västerås IK Kolbäck Grums Bofors Munkfors Göta Skived Krylbo Surahammar Hagalund, Karlberg, Lilljanshof, Sundbyberg, Traneberg og Årsta IFK Norrköping, Norrköpings FF og Sleipner Södertälje Kenty Växjö Kalmar Tranås |
| Karlbergs BK       | Stockholm  | Nr. 2 i Division II Øst                   | Brynäs og Gefle Leksand Mora Sandviken Wifsta/Östrand Forward Arboga IFK Västerås Västerås IK Kolbäck Grums Bofors Munkfors Göta Skived Krylbo Surahammar Hagalund, Karlberg, Lilljanshof, Sundbyberg, Traneberg og Årsta IFK Norrköping, Norrköpings FF og Sleipner Södertälje Kenty Växjö Kalmar Tranås |
| Krylbo IF          | Krylbo     | Nr. 4 i Division II Nord                  | Brynäs og Gefle Leksand Mora Sandviken Wifsta/Östrand Forward Arboga IFK Västerås Västerås IK Kolbäck Grums Bofors Munkfors Göta Skived Krylbo Surahammar Hagalund, Karlberg, Lilljanshof, Sundbyberg, Traneberg og Årsta IFK Norrköping, Norrköpings FF og Sleipner Södertälje Kenty Växjö Kalmar Tranås |
| Lilljanshofs IF    | Stockholm  | Nr. 1 i Division III Østsvenske søndre    | Brynäs og Gefle Leksand Mora Sandviken Wifsta/Östrand Forward Arboga IFK Västerås Västerås IK Kolbäck Grums Bofors Munkfors Göta Skived Krylbo Surahammar Hagalund, Karlberg, Lilljanshof, Sundbyberg, Traneberg og Årsta IFK Norrköping, Norrköpings FF og Sleipner Södertälje Kenty Växjö Kalmar Tranås |
| Surahammars IF     | Surahammar | Nr. 6 i Division I Syd                    | Brynäs og Gefle Leksand Mora Sandviken Wifsta/Östrand Forward Arboga IFK Västerås Västerås IK Kolbäck Grums Bofors Munkfors Göta Skived Krylbo Surahammar Hagalund, Karlberg, Lilljanshof, Sundbyberg, Traneberg og Årsta IFK Norrköping, Norrköpings FF og Sleipner Södertälje Kenty Växjö Kalmar Tranås |
| Tranebergs IF      | Stockholm  | Nr. 3 i Division II Syd A                 | Brynäs og Gefle Leksand Mora Sandviken Wifsta/Östrand Forward Arboga IFK Västerås Västerås IK Kolbäck Grums Bofors Munkfors Göta Skived Krylbo Surahammar Hagalund, Karlberg, Lilljanshof, Sundbyberg, Traneberg og Årsta IFK Norrköping, Norrköpings FF og Sleipner Södertälje Kenty Växjö Kalmar Tranås |
| Årsta SK           | Stockholm  | Nr. 3 i Division II Øst                   | Brynäs og Gefle Leksand Mora Sandviken Wifsta/Östrand Forward Arboga IFK Västerås Västerås IK Kolbäck Grums Bofors Munkfors Göta Skived Krylbo Surahammar Hagalund, Karlberg, Lilljanshof, Sundbyberg, Traneberg og Årsta IFK Norrköping, Norrköpings FF og Sleipner Södertälje Kenty Växjö Kalmar Tranås |
| Division II Syd A  |            |                                           | Brynäs og Gefle Leksand Mora Sandviken Wifsta/Östrand Forward Arboga IFK Västerås Västerås IK Kolbäck Grums Bofors Munkfors Göta Skived Krylbo Surahammar Hagalund, Karlberg, Lilljanshof, Sundbyberg, Traneberg og Årsta IFK Norrköping, Norrköpings FF og Sleipner Södertälje Kenty Växjö Kalmar Tranås |
| Hagalunds IS       | Stockholm  | Nr. 1 i Division III Østsvenske østre     | Brynäs og Gefle Leksand Mora Sandviken Wifsta/Östrand Forward Arboga IFK Västerås Västerås IK Kolbäck Grums Bofors Munkfors Göta Skived Krylbo Surahammar Hagalund, Karlberg, Lilljanshof, Sundbyberg, Traneberg og Årsta IFK Norrköping, Norrköpings FF og Sleipner Södertälje Kenty Växjö Kalmar Tranås |
| IFK Norrköping     | Norrköping | Nr. 2 i Division II Syd B                 | Brynäs og Gefle Leksand Mora Sandviken Wifsta/Östrand Forward Arboga IFK Västerås Västerås IK Kolbäck Grums Bofors Munkfors Göta Skived Krylbo Surahammar Hagalund, Karlberg, Lilljanshof, Sundbyberg, Traneberg og Årsta IFK Norrköping, Norrköpings FF og Sleipner Södertälje Kenty Växjö Kalmar Tranås |
| IK Sleipner        | Norrköping | Nr. 1 i Division II Syd B                 | Brynäs og Gefle Leksand Mora Sandviken Wifsta/Östrand Forward Arboga IFK Västerås Västerås IK Kolbäck Grums Bofors Munkfors Göta Skived Krylbo Surahammar Hagalund, Karlberg, Lilljanshof, Sundbyberg, Traneberg og Årsta IFK Norrköping, Norrköpings FF og Sleipner Södertälje Kenty Växjö Kalmar Tranås |
| Sundbybergs IK     | Stockholm  | Nr. 4 i Division II Øst                   | Brynäs og Gefle Leksand Mora Sandviken Wifsta/Östrand Forward Arboga IFK Västerås Västerås IK Kolbäck Grums Bofors Munkfors Göta Skived Krylbo Surahammar Hagalund, Karlberg, Lilljanshof, Sundbyberg, Traneberg og Årsta IFK Norrköping, Norrköpings FF og Sleipner Södertälje Kenty Växjö Kalmar Tranås |
| Södertälje IF      | Södertälje | Nr. 2 i Division II Syd A                 | Brynäs og Gefle Leksand Mora Sandviken Wifsta/Östrand Forward Arboga IFK Västerås Västerås IK Kolbäck Grums Bofors Munkfors Göta Skived Krylbo Surahammar Hagalund, Karlberg, Lilljanshof, Sundbyberg, Traneberg og Årsta IFK Norrköping, Norrköpings FF og Sleipner Södertälje Kenty Växjö Kalmar Tranås |
| Division II Syd B  |            |                                           | Brynäs og Gefle Leksand Mora Sandviken Wifsta/Östrand Forward Arboga IFK Västerås Västerås IK Kolbäck Grums Bofors Munkfors Göta Skived Krylbo Surahammar Hagalund, Karlberg, Lilljanshof, Sundbyberg, Traneberg og Årsta IFK Norrköping, Norrköpings FF og Sleipner Södertälje Kenty Växjö Kalmar Tranås |
| BK Kenty           | Linköping  | Nr. 1 i Division III Mellemsvenske nordre | Brynäs og Gefle Leksand Mora Sandviken Wifsta/Östrand Forward Arboga IFK Västerås Västerås IK Kolbäck Grums Bofors Munkfors Göta Skived Krylbo Surahammar Hagalund, Karlberg, Lilljanshof, Sundbyberg, Traneberg og Årsta IFK Norrköping, Norrköpings FF og Sleipner Södertälje Kenty Växjö Kalmar Tranås |
| IFK Växjö          | Växjö      | Nr. 1 i Division III Mellemsvenske søndre | Brynäs og Gefle Leksand Mora Sandviken Wifsta/Östrand Forward Arboga IFK Västerås Västerås IK Kolbäck Grums Bofors Munkfors Göta Skived Krylbo Surahammar Hagalund, Karlberg, Lilljanshof, Sundbyberg, Traneberg og Årsta IFK Norrköping, Norrköpings FF og Sleipner Södertälje Kenty Växjö Kalmar Tranås |
| Kalmar FF          | Kalmar     | Nr. 3 i Division II Syd B                 | Brynäs og Gefle Leksand Mora Sandviken Wifsta/Östrand Forward Arboga IFK Västerås Västerås IK Kolbäck Grums Bofors Munkfors Göta Skived Krylbo Surahammar Hagalund, Karlberg, Lilljanshof, Sundbyberg, Traneberg og Årsta IFK Norrköping, Norrköpings FF og Sleipner Södertälje Kenty Växjö Kalmar Tranås |
| Norrköpings FF     | Norrköping | Nr. 4 i Division II Syd B                 | Brynäs og Gefle Leksand Mora Sandviken Wifsta/Östrand Forward Arboga IFK Västerås Västerås IK Kolbäck Grums Bofors Munkfors Göta Skived Krylbo Surahammar Hagalund, Karlberg, Lilljanshof, Sundbyberg, Traneberg og Årsta IFK Norrköping, Norrköpings FF og Sleipner Södertälje Kenty Växjö Kalmar Tranås |
| Tranås AIF         | Tranås     | Nr. 1 i Division III Mellemsvenske østre  | Brynäs og Gefle Leksand Mora Sandviken Wifsta/Östrand Forward Arboga IFK Västerås Västerås IK Kolbäck Grums Bofors Munkfors Göta Skived Krylbo Surahammar Hagalund, Karlberg, Lilljanshof, Sundbyberg, Traneberg og Årsta IFK Norrköping, Norrköpings FF og Sleipner Södertälje Kenty Växjö Kalmar Tranås |

## Division II Nord
Division II Nord havde deltagelse af seks hold, der spillede en dobbeltturnering alle-mod-alle. Vinderen af turneringen, Mora IK, rykkede op i Division I.
| \| Nr \| Hold \| K \| V \| U \| T \| Mf \| \| Mi \| +/- \| P \| \| -- \| ---------------------- \| -- \| - \| - \| -- \| -- \| - \| -- \| --- \| ------------------------------------ \| \| 1 \| Mora IK (N) \| 10 \| 9 \| 0 \| 1 \| 84 \| – \| 17 \| +67 \| 18Oprykning til Division I 1950-51 \| \| 2 \| Leksands IF (N) \| 10 \| 7 \| 1 \| 2 \| 62 \| – \| 26 \| +36 \| 15 \| \| 3 \| Wifsta/Östrands IF (O) \| 10 \| 5 \| 2 \| 3 \| 47 \| – \| 37 \| +10 \| 12 \| \| 4 \| Brynäs IF \| 10 \| 4 \| 1 \| 5 \| 32 \| – \| 46 \| −14 \| 9 \| \| 5 \| Sandvikens IF (O) \| 10 \| 3 \| 0 \| 7 \| 38 \| – \| 57 \| −19 \| 6 \| \| 6 \| Gefle IF \| 10 \| 0 \| 0 \| 10 \| 12 \| – \| 92 \| −80 \| 0Nedrykning til Division III 1950-51 \| K: Kampe spillet, V: Vundne kampe, U: Uafgjorte kampe, T: Tabte kampe, Mf: Mål for, Mi: Mål imod, +/-: Måldifference, P: Point |                        |    |   |   |    |    |   |    |     |                                      |
| Nr | Hold                   | K  | V | U | T  | Mf |   | Mi | +/- | P                                    |
| 1 | Mora IK (N)            | 10 | 9 | 0 | 1  | 84 | – | 17 | +67 | 18Oprykning til Division I 1950-51   |
| 2 | Leksands IF (N)        | 10 | 7 | 1 | 2  | 62 | – | 26 | +36 | 15                                   |
| 3 | Wifsta/Östrands IF (O) | 10 | 5 | 2 | 3  | 47 | – | 37 | +10 | 12                                   |
| 4 | Brynäs IF              | 10 | 4 | 1 | 5  | 32 | – | 46 | −14 | 9                                    |
| 5 | Sandvikens IF (O)      | 10 | 3 | 0 | 7  | 38 | – | 57 | −19 | 6                                    |
| 6 | Gefle IF               | 10 | 0 | 0 | 10 | 12 | – | 92 | −80 | 0Nedrykning til Division III 1950-51 |

## Division II Vest
Division II Vest havde deltagelse af ti hold, der var inddelt i to regionale puljer med fem hold i hver. I hver pulje spillede holdene en dobbeltturnering alle-mod-alle, og de to puljevindere gik videre til regionsfinalen, der blev afgjort over to kampe. Vinderen af regionsfinalen, Västerås IK, rykkede op i Division I.

### Division II Vest A
| \| Nr \| Hold \| K \| V \| U \| T \| Mf \| \| Mi \| +/- \| P \| \| -- \| ---------------- \| - \| - \| - \| - \| -- \| - \| -- \| --- \| ------------------------------------ \| \| 1 \| Västerås IK (N) \| 8 \| 7 \| 1 \| 0 \| 61 \| – \| 19 \| +42 \| 15Regionsfinale \| \| 2 \| IFK Västerås \| 8 \| 5 \| 1 \| 2 \| 42 \| – \| 25 \| +17 \| 11 \| \| 3 \| BK Forward \| 8 \| 3 \| 0 \| 5 \| 26 \| – \| 37 \| −11 \| 6 \| \| 4 \| Kolbäcks AIF (O) \| 8 \| 2 \| 1 \| 5 \| 26 \| – \| 45 \| −19 \| 5 \| \| 5 \| IFK Arboga \| 8 \| 1 \| 1 \| 6 \| 20 \| – \| 49 \| −29 \| 3Nedrykning til Division III 1950-51 \| K: Kampe spillet, V: Vundne kampe, U: Uafgjorte kampe, T: Tabte kampe, Mf: Mål for, Mi: Mål imod, +/-: Måldifference, P: Point |                  |   |   |   |   |    |   |    |     |                                      |
| Nr | Hold             | K | V | U | T | Mf |   | Mi | +/- | P                                    |
| 1 | Västerås IK (N)  | 8 | 7 | 1 | 0 | 61 | – | 19 | +42 | 15Regionsfinale                      |
| 2 | IFK Västerås     | 8 | 5 | 1 | 2 | 42 | – | 25 | +17 | 11                                   |
| 3 | BK Forward       | 8 | 3 | 0 | 5 | 26 | – | 37 | −11 | 6                                    |
| 4 | Kolbäcks AIF (O) | 8 | 2 | 1 | 5 | 26 | – | 45 | −19 | 5                                    |
| 5 | IFK Arboga       | 8 | 1 | 1 | 6 | 20 | – | 49 | −29 | 3Nedrykning til Division III 1950-51 |

### Division II Vest B
| \| Nr \| Hold \| K \| V \| U \| T \| Mf \| \| Mi \| +/- \| P \| \| -- \| ---------------- \| - \| - \| - \| - \| -- \| - \| -- \| --- \| ------------------------------------ \| \| 1 \| Grums IK \| 8 \| 6 \| 2 \| 0 \| 47 \| – \| 21 \| +26 \| 14Regionsfinale \| \| 2 \| IFK Bofors (O) \| 8 \| 6 \| 1 \| 1 \| 55 \| – \| 25 \| +30 \| 13 \| \| 3 \| IFK Munkfors (O) \| 8 \| 2 \| 2 \| 4 \| 30 \| – \| 42 \| −12 \| 6 \| \| 3 \| Skiveds IF \| 8 \| 1 \| 3 \| 4 \| 19 \| – \| 30 \| −11 \| 5 \| \| 4 \| IF Göta \| 8 \| 1 \| 0 \| 7 \| 18 \| – \| 51 \| −33 \| 2Nedrykning til Division III 1950-51 \| K: Kampe spillet, V: Vundne kampe, U: Uafgjorte kampe, T: Tabte kampe, Mf: Mål for, Mi: Mål imod, +/-: Måldifference, P: Point |                  |   |   |   |   |    |   |    |     |                                      |
| Nr | Hold             | K | V | U | T | Mf |   | Mi | +/- | P                                    |
| 1 | Grums IK         | 8 | 6 | 2 | 0 | 47 | – | 21 | +26 | 14Regionsfinale                      |
| 2 | IFK Bofors (O)   | 8 | 6 | 1 | 1 | 55 | – | 25 | +30 | 13                                   |
| 3 | IFK Munkfors (O) | 8 | 2 | 2 | 4 | 30 | – | 42 | −12 | 6                                    |
| 3 | Skiveds IF       | 8 | 1 | 3 | 4 | 19 | – | 30 | −11 | 5                                    |
| 4 | IF Göta          | 8 | 1 | 0 | 7 | 18 | – | 51 | −33 | 2Nedrykning til Division III 1950-51 |

### Regionsfinale Vest
De to puljevindere spillede i regionsfinalen om en oprykningsplads til Division I. Finalen blev afviklet over to kampe, hvor summen af de to resultater gjaldt som det samlede resultat. Västerås IK sikrede sig oprykningspladsen med en samlet sejr på 16–5.
| Kamp | Hold                   | Res.  |
| ---- | ---------------------- | ----- |
| 1    | Västerås IK - Grums IK | 10–01 |
| 2    | Grums IK - Västerås IK | 5–6   |

## Division II Øst
Division II Øst havde deltagelse af seks hold, der spillede en dobbeltturnering alle-mod-alle. Vinderen af turneringen, Tranebergs IF, rykkede op i Division I.
| \| Nr \| Hold \| K \| V \| U \| T \| Mf \| \| Mi \| +/- \| P \| \| -- \| ------------------- \| -- \| - \| - \| - \| -- \| - \| -- \| --- \| ------------------------------------ \| \| 1 \| Tranebergs IF \| 10 \| 7 \| 1 \| 2 \| 63 \| – \| 36 \| +27 \| 15Oprykning til Division I 1950-51 \| \| 2 \| Surahammars IF (N) \| 10 \| 6 \| 2 \| 2 \| 54 \| – \| 25 \| +29 \| 14 \| \| 3 \| Krylbo IF \| 10 \| 5 \| 1 \| 4 \| 48 \| – \| 39 \| +9 \| 11 \| \| 4 \| Karlbergs BK \| 10 \| 4 \| 1 \| 5 \| 29 \| – \| 49 \| −20 \| 9 \| \| 5 \| Lilljanshofs IF (O) \| 10 \| 4 \| 0 \| 6 \| 34 \| – \| 42 \| −8 \| 8 \| \| 6 \| Årsta SK \| 10 \| 1 \| 1 \| 8 \| 28 \| – \| 65 \| −37 \| 3Nedrykning til Division III 1950-51 \| K: Kampe spillet, V: Vundne kampe, U: Uafgjorte kampe, T: Tabte kampe, Mf: Mål for, Mi: Mål imod, +/-: Måldifference, P: Point |                     |    |   |   |   |    |   |    |     |                                      |
| Nr | Hold                | K  | V | U | T | Mf |   | Mi | +/- | P                                    |
| 1 | Tranebergs IF       | 10 | 7 | 1 | 2 | 63 | – | 36 | +27 | 15Oprykning til Division I 1950-51   |
| 2 | Surahammars IF (N)  | 10 | 6 | 2 | 2 | 54 | – | 25 | +29 | 14                                   |
| 3 | Krylbo IF           | 10 | 5 | 1 | 4 | 48 | – | 39 | +9  | 11                                   |
| 4 | Karlbergs BK        | 10 | 4 | 1 | 5 | 29 | – | 49 | −20 | 9                                    |
| 5 | Lilljanshofs IF (O) | 10 | 4 | 0 | 6 | 34 | – | 42 | −8  | 8                                    |
| 6 | Årsta SK            | 10 | 1 | 1 | 8 | 28 | – | 65 | −37 | 3Nedrykning til Division III 1950-51 |

## Division II Syd
Division II Vest havde deltagelse af ti hold, der var inddelt i to regionale puljer med fem hold i hver. I hver pulje spillede holdene en dobbeltturnering alle-mod-alle, og de to puljevindere gik videre til regionsfinalen, der blev afgjort over to kampe. Vinderen af regionsfinalen, IFK Norrköping, rykkede op i Division I.

### Division II Syd A
| \| Nr \| Hold \| K \| V \| U \| T \| Mf \| \| Mi \| +/- \| P \| \| -- \| ---------------- \| - \| - \| - \| - \| -- \| - \| -- \| --- \| ------------------------------------ \| \| 1 \| IFK Norrköping \| 8 \| 6 \| 1 \| 1 \| 40 \| – \| 24 \| +16 \| 13Regionsfinale \| \| 2 \| Hagalunds IS (O) \| 8 \| 5 \| 1 \| 2 \| 48 \| – \| 32 \| +16 \| 11 \| \| 3 \| Sundbybergs IK \| 8 \| 4 \| 1 \| 3 \| 48 \| – \| 35 \| +13 \| 9 \| \| 4 \| IK Sleipner \| 8 \| 2 \| 0 \| 6 \| 25 \| – \| 38 \| −13 \| 4 \| \| 5 \| Södertälje IF \| 8 \| 1 \| 1 \| 6 \| 25 \| – \| 57 \| −32 \| 3Nedrykning til Division III 1950-51 \| K: Kampe spillet, V: Vundne kampe, U: Uafgjorte kampe, T: Tabte kampe, Mf: Mål for, Mi: Mål imod, +/-: Måldifference, P: Point |                  |   |   |   |   |    |   |    |     |                                      |
| Nr | Hold             | K | V | U | T | Mf |   | Mi | +/- | P                                    |
| 1 | IFK Norrköping   | 8 | 6 | 1 | 1 | 40 | – | 24 | +16 | 13Regionsfinale                      |
| 2 | Hagalunds IS (O) | 8 | 5 | 1 | 2 | 48 | – | 32 | +16 | 11                                   |
| 3 | Sundbybergs IK   | 8 | 4 | 1 | 3 | 48 | – | 35 | +13 | 9                                    |
| 4 | IK Sleipner      | 8 | 2 | 0 | 6 | 25 | – | 38 | −13 | 4                                    |
| 5 | Södertälje IF    | 8 | 1 | 1 | 6 | 25 | – | 57 | −32 | 3Nedrykning til Division III 1950-51 |

### Division II Syd B
| \| Nr \| Hold \| K \| V \| U \| T \| Mf \| \| Mi \| +/- \| P \| \| -- \| -------------- \| - \| - \| - \| - \| -- \| - \| -- \| --- \| ------------------------------------ \| \| 1 \| Tranås AIF (O) \| 8 \| 6 \| 1 \| 1 \| 51 \| – \| 28 \| +23 \| 13Regionsfinale \| \| 2 \| BK Kenty (O) \| 8 \| 5 \| 2 \| 1 \| 47 \| – \| 19 \| +28 \| 12 \| \| 3 \| IFK Växjö (O) \| 8 \| 4 \| 0 \| 4 \| 46 \| – \| 30 \| +16 \| 8 \| \| 4 \| Kalmar FF \| 8 \| 2 \| 1 \| 5 \| 26 \| – \| 52 \| −26 \| 5 \| \| 5 \| Norrköpings FF \| 8 \| 1 \| 0 \| 7 \| 28 \| – \| 69 \| −41 \| 2Nedrykning til Division III 1950-51 \| K: Kampe spillet, V: Vundne kampe, U: Uafgjorte kampe, T: Tabte kampe, Mf: Mål for, Mi: Mål imod, +/-: Måldifference, P: Point |                |   |   |   |   |    |   |    |     |                                      |
| Nr | Hold           | K | V | U | T | Mf |   | Mi | +/- | P                                    |
| 1 | Tranås AIF (O) | 8 | 6 | 1 | 1 | 51 | – | 28 | +23 | 13Regionsfinale                      |
| 2 | BK Kenty (O)   | 8 | 5 | 2 | 1 | 47 | – | 19 | +28 | 12                                   |
| 3 | IFK Växjö (O)  | 8 | 4 | 0 | 4 | 46 | – | 30 | +16 | 8                                    |
| 4 | Kalmar FF      | 8 | 2 | 1 | 5 | 26 | – | 52 | −26 | 5                                    |
| 5 | Norrköpings FF | 8 | 1 | 0 | 7 | 28 | – | 69 | −41 | 2Nedrykning til Division III 1950-51 |

### Regionsfinale Syd
De to puljevindere spillede i regionsfinalen om en oprykningsplads til Division I. Finalen blev afviklet over to kampe, hvor summen af de to resultater gjaldt som det samlede resultat. IFK Norrköping sikrede sig oprykningspladsen med en samlet sejr på 15–5.
| Kamp | Hold                        | Res. |
| ---- | --------------------------- | ---- |
| 1    | IFK Norrköping - Tranås AIF | 7–2  |
| 2    | Tranås AIF - IFK Norrköping | 3–8  |